# Acronicta favillacea
Acronicta favillacea är en fjärilsart som beskrevs av Eugen Johann Christoph Esper 1788. Acronicta favillacea ingår i släktet Acronicta och familjen nattflyn. Inga underarter finns listade i Catalogue of Life.